# 筋藤
筋藤（学名：Alyxia levinei）为夹竹桃科念珠藤属的植物，为中国的特有植物。分布在中国大陆的广东、广西等地，生长于海拔250米至400米的地区，多生于山地疏林下、山谷或水沟旁，目前尚未由人工引种栽培。

## 别名
坎香藤、藤满山香、三托藤（广西）；香藤（广东）

## 种下等级
- Alyxia acutifolia Tsiang
- Alyxia kweichowensis Tsiang et P. T. Li